# Bantayan (Nurussalam)
Bantayan is een bestuurslaag in het regentschap Aceh Timur van de provincie Atjeh, Indonesië. Bantayan telt 678 inwoners (volkstelling 2010).